# Bitka na Krusima
Bitka na Krusima jedna je od najvećih crnogorskih pobjeda nad Osmanskim Carstvom kojom je verificiran trajan proces konačnoga ujedinjenja Crne Gore s Brdima. 

### Mahmut-paša
Vezir iz Skadra, Mahmut-paša Bušatlija, islamizirani potomak starocrnogorske dinastije Crnojevića, 1785. je bio prodro do Cetinja i spalio je tamošnji Cetinjski manastir, u to vrijeme simbol ne samo crkvenog, no i državnog crnogorskog sjedišta. Imao je brojnu, dobro plaćenu i organiziranu vojsku, u kojoj su, pored muslimana, sudjelovali i Albanci katolici, te crnogorsko pravoslavno pleme Kuči.
Mahmut-paša Bušatlija je osobno bio iznimno hrabar, krupne tjelesne građe, imao je silno bogatstvo, a svoju je bahatost ispoljavao i spram Carigrada, jer je često puta dolazio u otvoreni konflikt i sa sultanom. 
U lipnju 1796. on je poduzeo vojnu operaciju protiv crnogorskih plemena Bjelopavlića i Pipera koji još uvijek nisu bili sastavni dio slobodne i neovisne Crne Gore. Došlo je do bitke na Martinićima u kojoj su crnogorske postrojbe, pristigle u pomoć Bjelopavlićima i Piperima, potukle Mahmut-pašu i njegovu vojsku. No, već u rujnu iste godine je Mahmut-paša koncentrirao još jaču vojsku u okolici Podgorice s namjerom da pravcem Lješkopolje-Krusi-Carev laz-Rijeka Crnojevića prodre na Cetinje. Crnogorci su Mahmut-pašu držali za svoga najvećega protivnika a željeli su se i osvetiti zbog paljevine Cetinjskoga manastira.

### Prijetnje
Petar I. Petrović Njegoš, crnogorski crkveni i državni poglavar obratio se Mahmut-paši pismom s pitanjem zbog čega gomila trupe prema Crnoj Gori. Mahmut-paša je tvrdio kako nema namjeru udariti na Crnu Goru, već samo na Pipere i Bjelopavliće (Brđane), zbog toga što su se ovi osilili, i „puteve zatvorili, i u gradove turske zabun učinili”. Mahmut-paša poručio je Petru da će (izvornik na crnogorskom) "svakoga ko bi eventualno pokušavo da pomogne Bjelopavlićima i Piperima „ćerati ljutom Albanijom”". No, Crnogorci i Brđani su Stegom dali pisanu prisegu kako će se ujediniti i zajedno obraniti.

### Odgovor
Prije sukoba, Sveti Petar Cetinjski je uputio poslanicu turskom veziru u Skadru, koja osvjetljava nastojanja za ujedinjenje Brđana s drugim Crnogorcima:
- "Što mi pišeš da Brđanima pomoć ne dajem i da ih ne puštim u Cernu Goru, to mi nemoj govoriti, što mi zakon i moja duša ne da učiniti. Brđani su moja braća kao i Crnogorci..."[1]

### Pripreme za bitku
Koncentriranjem kod Podgorice i pokretom turskih postrojbi u drugoj polovici rujna 1796. osobno je zapovijedao Mahmut-paša'. Na drugoj strani, Petar, također je osobno mobilizirao i na bojišnici predvodio Crnogorce. Jednim dijelom crnogorske vojske je zapovijedao guvernadur Jovan Radonjić.

### Turski prodor
Do sukoba je došlo 22. rujna 1796. kada je Mahmut-paša naredio svojim postrojbama da forsiraju desnu obalu rijeke Sitnice. Na glavnom pravcu udara se našlo selo Krusi. 
Prednji turski odredi su bili izuzetno jaki i brojni, svi do jednoga opskrbljeni vatrenim naoružanjem te su probili prvu crtu crnogorske obrane, nastavili prodirati uz okolna brda, dok je za njima nastupala glavnina turskih postrojba. 

### Protuudar
Turski se prodor odvijao po dubini i na relativno širokom bojnom polju. No, naprije su Crmničani i Riječani krenuli u protuudar po krilima, sužavajući bojište i nabacujući turske snage na glavninu crnogorskih postrojba. 
Izgleda da su se turski časnici loše orijentirali jer je glavnina Mahmut-pašine vojske više spontano nego planirano nastavila prodirati po najnezgodnijem taktičkom pravcu ka rejonu sela Krusa gdje ih je u savršenoj tišini i disciplini čekao vladika Petar s oko 3.000 Crnogoraca.
Kada su Turci izbili na Kruse prolomio se stravičan urlik Crnogoraca koji su, s isukanim sabljama i noževima, krenuli u opći protudar. 

### Sječa
Oko Krusa, na visovima iznad Sitnice i na ostalim padinama iznad Lješkopolja otpočela je sječa turske vojske koja je trajala oko tri sata. Kako su kroničari primijetili, turska vojska je bila potpuno nevična takvoj borbi i nakon što je krvoproliće počelo njihovi su prednji odredi bili paralizirani strahom.
Panika i nered su se proširili i na glavninu nastupajuće turske vojske. Kako kroničari izvješćuju, "neustrašivi Mahmut-paša" uzjahao je konja i sa svojom osobnom gardom krenuo u juriš. Crnogorci su njegovu markantnu pojavu odmah zamjetili i ustremili se na njega. Mahmut-paša je, prema jednoj verziji, pogođen metkom, a prema drugoj, manje vjerojatnoj, s konja je oboren udarom sablje. 

### Glava
Bogdan Vukov Nikolić iz sela Zalazi ga je prvi zaskočio i dok je Mahmut-paša bio u samrtnom hropcu odsjekao mu glavu. 
Glava Mahmut-paše je nabijena na koplje i tako je donesena na Cetinje, u Cetinjski manastir, koji je 1785. Mahmut-paša zapalio. 
Pogibijom Mahmut-paše, turska vojska se dala u bijeg ka utvrdama okolo Podgorice, gonjena crnogorskim postrojbama. Zaplijenjeno je desetak turskih barjaka i veliki ratni materijal.
Glava Mahmut-paše odljevena je u bronci i danas se čuva u Cetinjskom manastiru.

## Vanjske poveznice
- Akademik Branko Pavićević: Sazdanje crnogorske nacionalne države(1796-1878.)
- Emisija "Živa istina" RTV IN 14.1.2011. gost Akademik Radovan Radonjić (VIDEO)       Arhivirana inačica izvorne stranice od 4. ožujka 2016. (Wayback Machine)
- RT CG emisija "GUVERNADURI"